# Abou Diaby
Vassiriki "Abou" Diaby (n. 11 mai 1986, Aubervilliers, Franța) este un jucător de fotbal francez care ultima dată a evoluat pentru clubul din Ligue 1, Olympique de Marseille.
Diaby este un jucător versatil care are o tehnică și un dribling foarte bune, dar și o forță impresionantă și un foarte bun joc de cap cu care își domină adversarii, precum și un șut puternic care îl ajută să marcheze destul de des. Datorită acestor calități el poate evolua atât ca mijlocaș ofensiv cât și ca mijlocaș defensiv sau, dacă este nevoie, chiar ca atacant. Stilul său de joc, precum și fizicul său impunător, i-au adus comparația cu Patrick Vieira și este privit ca fiind urmașul acestuia.

## Cariera

### Cariera internațională

#### Cupa Mondială 2010
| Acasa  | Scor | Deplasare     |
| ------ | ---- | ------------- |
| Franța | 1-2  | Africa de Sud |
| Franța | 0-2  | Mexic         |
| Franța | 0-0  | Uruguay       |